# Riikonjärvi
Riikonjärvi är en sjö i Finland. Den ligger i kommunen Kittilä i landskapet Lappland, i den norra delen av landet, 800 km norr om huvudstaden Helsingfors. Riikonjärvi ligger 224,4 meter över havet. Den är 4,68 meter djup. Arean är 1,43 kvadratkilometer och strandlinjen är 5,86 kilometer lång. Sjön  ingår i Kemi älvs huvudavrinningsområde.   Den sträcker sig 2,9 kilometer i nord-sydlig riktning, och 1,1 kilometer i öst-västlig riktning.
I övrigt finns följande vid Riikonjärvi:
- Akanvalkko (en kulle)